# 姚月明
姚月明（1991年6月13日—），香港男演員，2000年12月2日憑《細路祥》獲得台灣電影第37屆金馬獎最佳新演員獎，是目前獲得金馬獎最佳新演員獎時最年輕的獲獎者。同年也一並提名第19屆香港電影金像獎最佳新演員。2014年曾參與電影《那夜凌晨，我坐上了旺角開往大埔的紅VAN》演出。

## 演出

### 電影
| 播出年份 | 電影名稱                                  | 飾演     | 導演 | 備註               |
| 1999年   | 《細路祥》                                | 祥仔     | 陳果 | 姚月明首部參演電影 |
| 2014年   | 《那夜凌晨，我坐上了旺角開往大埔的紅VAN》 | Yuki男友 | 陳果 |                    |

### 電視節目（香港電台）
| 播出年份 | 播出頻道 | 節目名稱                      | 飾演 | 導演 | 備註 |
| 2000年   | 香港電台 | 《寫意空間》「父親 - 伍淑賢」 | 康仔 |      |      |

## 獎項紀錄
| 年份   | 頒獎典禮             | 獎項       | 影片       | 角色 | 結果 |
| ------ | -------------------- | ---------- | ---------- | ---- | ---- |
| 2000年 | 第19屆香港電影金像獎 | 最佳新演員 | 《細路祥》 | 祥仔 | 提名 |
| 2000年 | 第37屆金馬獎         | 最佳新演員 | 《細路祥》 | 祥仔 | 獲獎 |